# 奇異方頭鯧
奇異方頭鯧為輻鰭魚綱鱸形目鯧亞目圓鯧科的其中一種，分布於中東太平洋的美國西部海域，棲息深度可達45公尺，體長可達110公分，棲息在中底層水域，屬肉食性，可做為食用魚。

## 擴展閱讀
維基物種上的相關：奇異方頭鯧